# Sekstant (roman)
Sekstant (COBISS) je roman Norme Bale, Štefana Kardoša in Roberta Titana Felixa; izšel je leta 2002 pri založbi Litera in založbi Franc-Franc.

## Vsebina
Gre za skupno romaneskno besedilo treh mladih slovenskih avtorjev, ki ga sestavlja troje sicer samostojnih daljših novel, le da se v Salonu, ob nekem najbolj izpostavljenem srečanju oz. središčnem dogodku, tj. kvalifikacijske nogometne tekme Slovenije za svetovno prvenstvo, povežejo tako tematsko kot strukturno. Roman se sicer ukvarja s tremi tridesetletniki, Valentinom, Halko in Erikom, katerih osnovni problem je nezmožnost odrasti, s čimer je tudi odnos med moškim in žensko zreduciran na golo telesnost. Te je sicer veliko, vendar ni odrešujoča, ampak je samo krčevito prestopanje nezmožnosti vzpostaviti odnos s svetom, družbo in s tem tudi realnostjo. Telesnost je samo krčevito bežanje pred norostjo. Njihove notranje psihične realnosti so potemtakem samo še labirinti neskončnih možnosti, med katerimi pa ni več nobene avtentične, oziroma se vsaka pot obrne sama vase, v svojo lastno nezmožnost. Že prej omenjenih psihičnih realnosti oz. tako imenovanih glasov je sploh v Valentinu in Eriku kar nekaj.